# Kanton Marseille-Mazargues
Kanton Marseille-Mazargues (fr. Canton de Marseille-Mazargues) je francouzský kanton v departementu Bouches-du-Rhône v regionu Provence-Alpes-Côte d'Azur. Tvoří ho část města Marseille a zahrnuje část 9. městského obvodu.

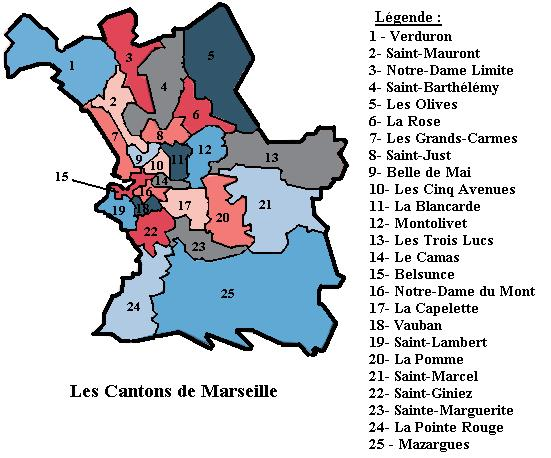
Kantony města Marseille